# Vampiervleermuizen
Vampiervleermuizen (Desmodontinae), of gewoon vampieren, zijn enkele soorten Zuid-Amerikaanse vleermuizen die zich uitsluitend voeden met bloed dat ze 's nachts na een kleine beet oplikken van slapende slachtoffers, meestal vee.

## Leefwijze
Ze lokaliseren hun slachtoffer laagvliegend, op ca. een meter boven de grond; voor de gewone vampiervleermuis meestal grote planteneters zoals tapirs of vee. Ze benaderen hun slachtoffer sluipend over de grond in de slaap; na de te bijten plaats te hebben gelikt en in de weg zittende veren en beharing te hebben weggebeten maken ze met een snelle beet met vlijmscherpe tandjes een kleine, oppervlakkige huidververwonding, vaak aan de poot en soms aan de hals. Het speeksel bevat een stollingsremmend middel (draculine genaamd) en kennelijk ook een pijnstillend middel, dat mogelijk ertoe bijdraagt dat het slachtoffer de beet niet erg opmerkt. Een bloedmaaltijd is ongeveer 30 ml, wat het gewicht van de vleermuis haast verdubbelt. Weer in het nest gekomen wordt de maaltijd vaak gedeeltelijk weer opgebraakt en met soortgenoten van de groep gedeeld. Er is een duidelijk sociaal gedrag in de vleermuisgroepen, met wederzijdse verzorging.

## Ziekten
De vampiervleermuizen zijn met name economisch en voor de volksgezondheid een gevaar omdat ze soms de zeer gevaarlijke ziekte hondsdolheid kunnen overbrengen. Deze ziekte schijnt veel koeien het leven te kosten. Directe gevolgen van de kleine aderlating zijn er nauwelijks, hoewel bij frequente beten bloedarmoede zou kunnen optreden.

## Taxonomie
Er zijn slechts 3 soorten vleermuizen die zich met bloed voeden: de gewone vampier (Desmodus rotundus), de ruigpootvampier (Diphylla ecaudata) en de witvleugelvampier (Diaemus youngi). Alle drie komen ze voor in Zuid- en Midden-Amerika, van Mexico tot aan Brazilië, Chili, en Argentinië. Daarnaast zijn er verschillende fossiele soorten van het geslacht Desmodus bekend: Desmodus stocki, Desmodus archaeodaptes, Desmodus draculae en Desmodus puntajudensis. Verschillende van deze soorten waren groter dan de huidige soorten en kwamen ook in Noord-Amerika voor.
De drie soorten zijn zodanig verschillend dat ze ieder in hun eigen geslacht zijn geplaatst, maar hebben toch meer overeenkomsten met elkaar dan met alle andere soorten vleermuizen, wat waarschijnlijk maakt dat de levenswijze van het zich met bloed voeden slechts één keer is ontstaan en dat ze wel elkaars naaste nog levende verwanten zijn, afstammend van een enkele voorouder.

## Galerij

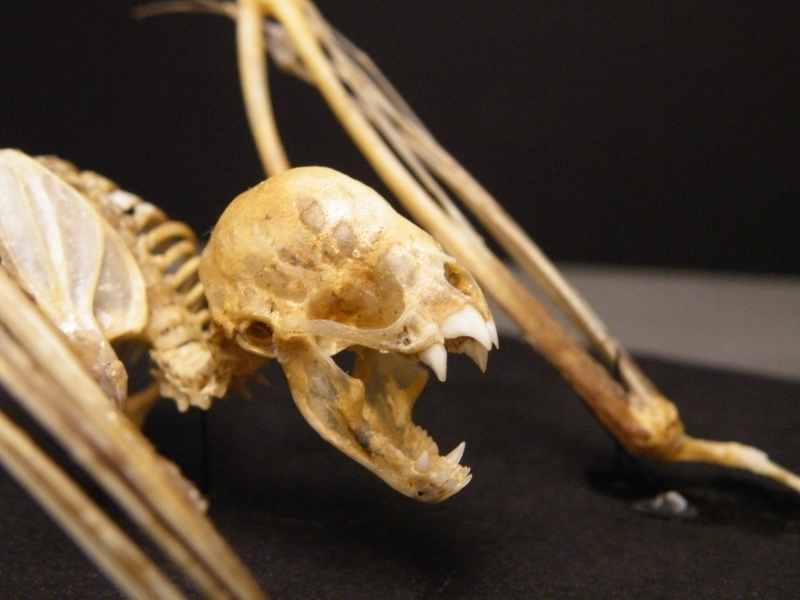
Skelet van een gewone vampier
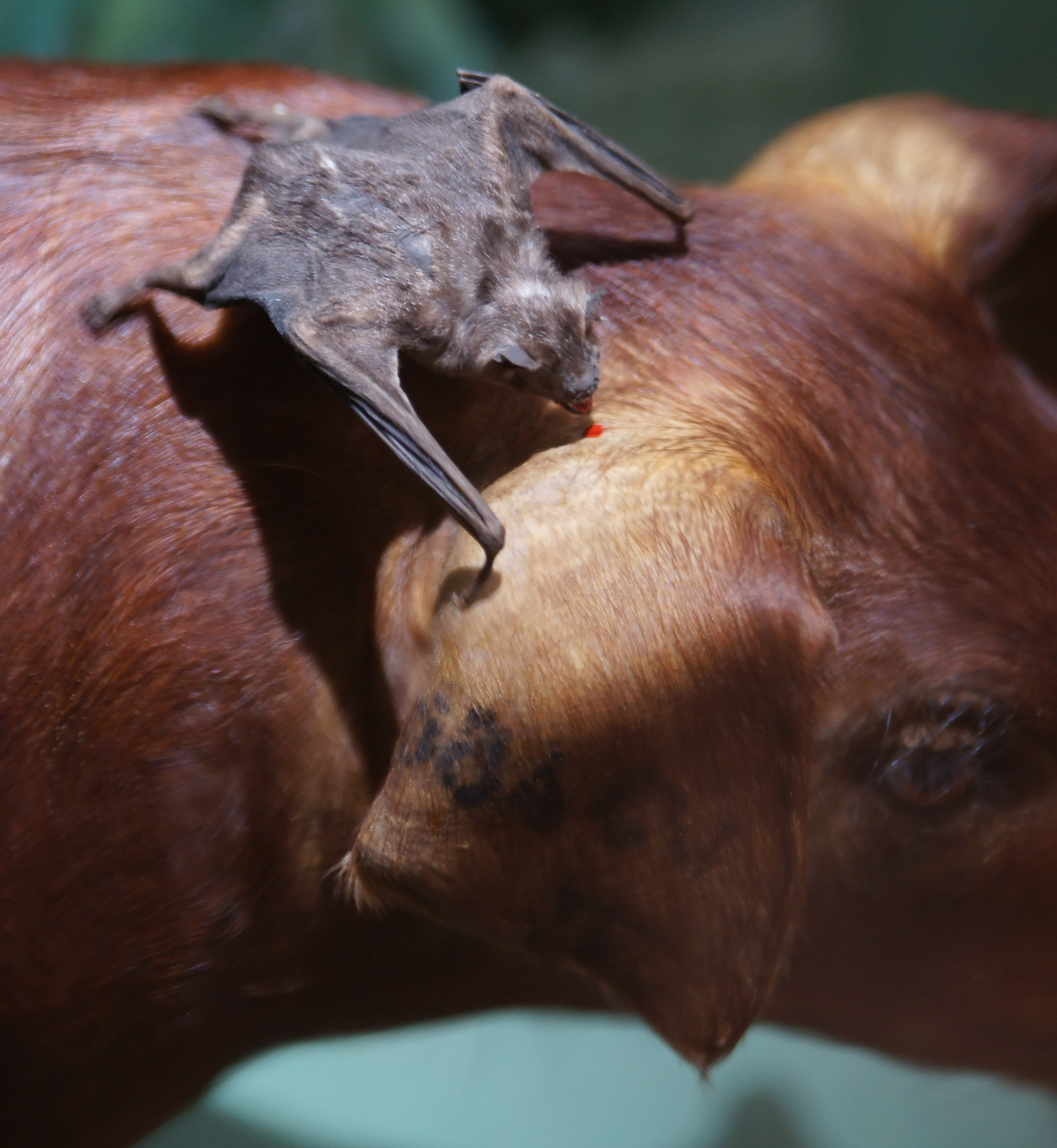
Gewone vampier voedt zich aan een varken Opgezet exemplaar, NHM, Wenen
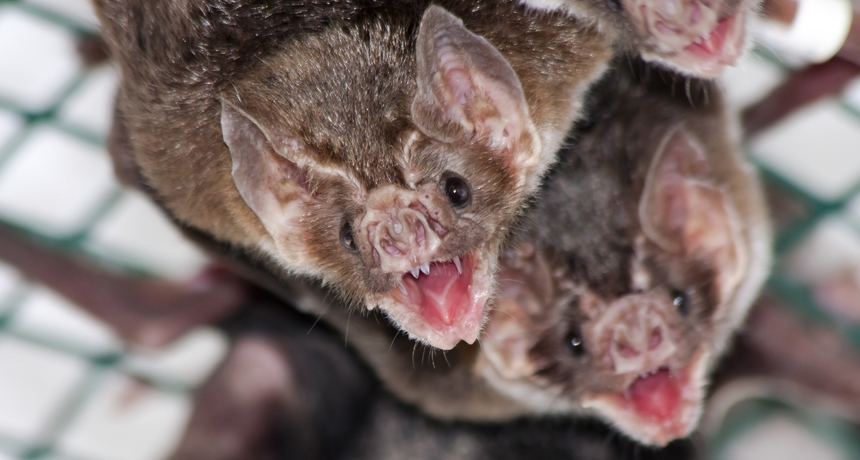
Twee vampiervleermuizen